# Anthurium kunthii
Anthurium kunthii é uma espécie de plantas com flores. Foi descrito pela primeira vez por Eduard Friedrich Poeppig. Anthurium kunthii pertence ao gênero Anthurium, e está relacionado com Araceae. 
Este tipo de planta pode ser encontrado em:
- Peru
- Equador
- Venezuela
- Costa Rica
- Nicarágua
- Bolívia
- Guina
- Colômbia
- Brasil
- Panamá

## Subespécies
O gênero é dividido nos seguintes tipos: 
- A. k. cylindricum
- A. k. kunthii